# Zyklon Ilsa
Zyklon Ilsa (Severe Tropical Cyclone Ilsa) war der sechste benannte tropische Wirbelsturm der Australischen Zyklonsaison 2022–2023. Der Zyklon erreichte die Kategorie 5, was zuletzt in der Saison 2014–2015 mit Zyklon Marcia geschah.

## Verlauf

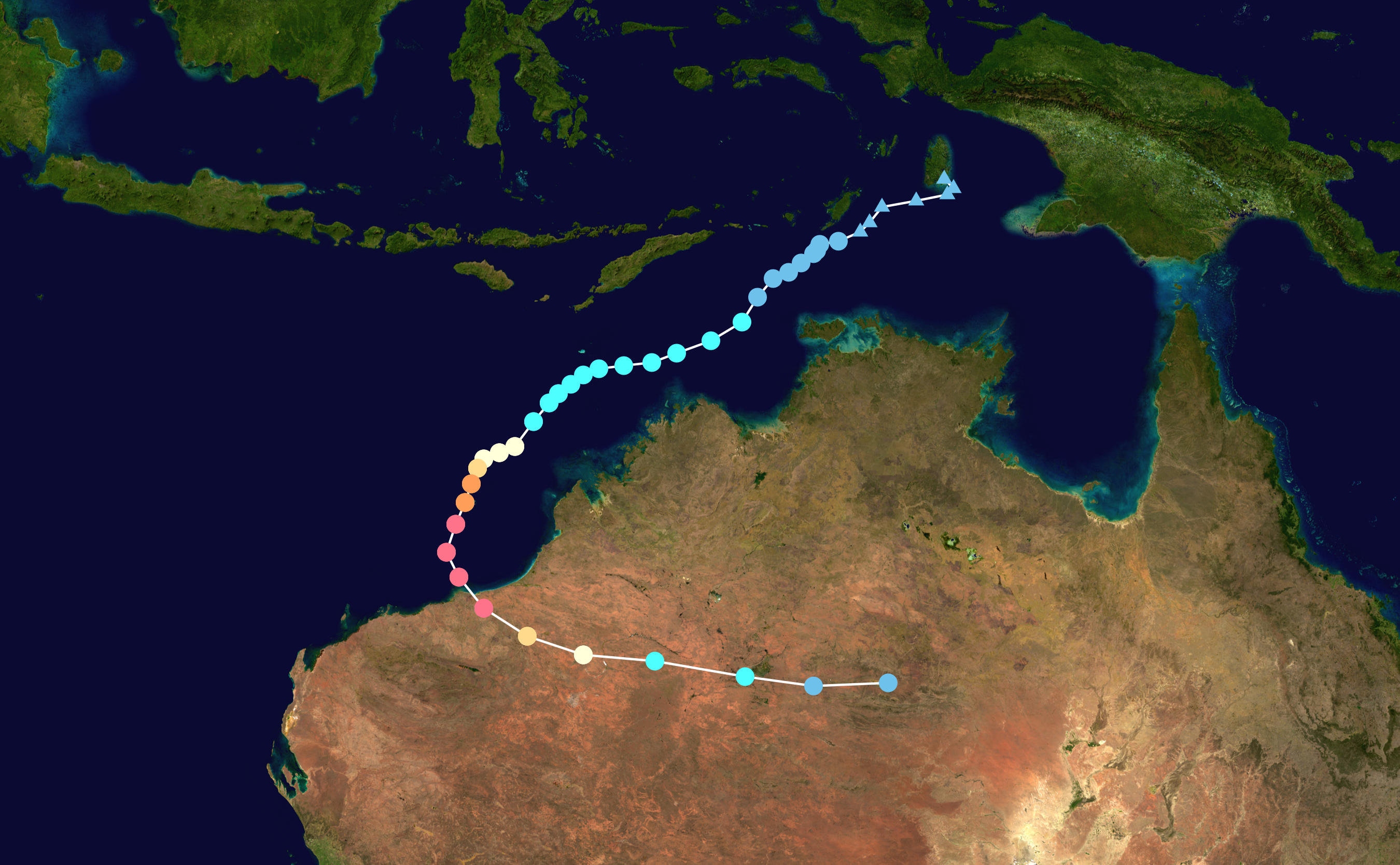
Zugbahn von Zyklon Ilsa

Am 30. März beobachtete das australische Bureau of Meteorology die Bildung eines schwachen tropischen Tiefdruckgebiets im Norden der Arafurasee, das die Nummer 22U erhielt, und ein weiteres mögliches Tiefdruckgebiet für die erste Aprilwoche mit der Nummer 23U. Für beide wurde das potentielle Risiko als sehr niedrig eingestuft. Am 5. April wurde die erwartete Bildung des Tiefdruckgebiets 23U in der Arafurasee beobachtet und mit einer Zugbahn Richtung Südwesten in die Timorsee und weiteren Zunahme gerechnet. Am 7. April wurde schließlich ein Tropical Cyclone Formation Alert (TCFA) durch das Joint Typhoon Warning Center ausgegeben und das Sturmsystem am Folgetag als Tropical Cyclone 18S klassifiziert. Am 11. April erhielt es die Klassifizierung als Zyklon der Kategorie 1 und den Namen Ilsa. Der Zyklon nahm auf seiner Zugbahn Richtung Südwesten weiter an Intensität zu. Am 13. April traf er schließlich etwa 120 km nordöstlich von Port Hedland in der australischen Region Pilbara gegen 16:00 UTC auf Land mit einer der Kategorie 5 entsprechenden Intensität. Die Spitzengeschwindigkeiten erreichten 288 km/h. Wie in Satellitenaufnahmen erkennbar, war das Auge des Zyklons relativ klein (Pinhole Eye), was für Stürme mit hoher Intensität typisch ist. Beim Zug Richtung Ost-Südosten über Western Australia schwächte sich der Zyklon ab und erreichte schließlich am 15. April eine nicht mehr als Zyklon kategorisierte Intensität.

## Rekorde
Vor seinem Landfall erreichte der Zyklon auf der vorgelagerten Insel Bedout Island über zehn Minuten eine Windgeschwindigkeit von 218 km/h und damit einen neuen Rekordwert für Australien. Diesen hielt zuvor Zyklon George im Jahr 2007 mit 194 km/h.

## Auswirkungen
Die Auswirkungen des Zyklons in Australien fielen weniger stark aus als befürchtet, da der Sturm Port Hedland verfehlte und weiter nördlich auf weniger dicht bewohntes Land traf. Dort wurde ein Roadhouse zerstört, das in der direkten Zugbahn des Sturms lag. Es wurden keine Todesopfer gemeldet.